# 甘木鉄道AR100形気動車
甘木鉄道AR100形気動車（あまぎてつどうAR100がたきどうしゃ）は、甘木鉄道で使用されていた気動車（レールバス）である。

## 車両概説
1986年（昭和61年）、日本国有鉄道甘木線の第三セクター化に際し、富士重工業にて製造された。当初はAR101 - AR104の4両が製造され、輸送需要増に伴い1987年（昭和62年）にAR105が、1989年（平成元年）にAR106が増備されている。
形式記号のARはAmagi Railway（甘木鉄道）を意味する。
老朽化が進んだことから、2001年（平成13年）よりAR300形への取替えによる廃車が進められ、2006年（平成18年）末までに全車が廃車となった。

### 車体
形状は当時、富士重工業が第三セクター鉄道向けに製造していたLE-CarIIと呼ばれるタイプの二軸ボギー非貫通形バージョンにあたり、車体長15mで扉はバス用の折扉を車端部に配置し、側窓は上部固定、下部引き違い方式のバス用窓を採用している。また車体側面にはリベットが打ち込まれている。
前面は非貫通形の一枚窓となっている。増備車のAR105・AR106はワイパー形状が他車と異なっている。また全列車が基山 - 甘木間の運転であるため、前面窓下部に「基山 - 甘木」の表示板を掲出しており、方向幕は設けられていない。
車体塗装は白地にピンク色、エメラルドグリーンの帯を配した塗装としている。前面中央下部には甘木鉄道のマスコットキャラクター「レビット君」のイラストを入れている。
外観的には伊勢鉄道イセI型や長良川鉄道ナガラ1形に酷似しているが、正面に方向幕がない点が異なる。

### 台車・機器
台車は空気ばね台車である。エンジンは直噴式ディーゼルエンジンのUDトラックス（旧:日産ディーゼル）PE6HT03(230PS/1900rpm)を搭載している。これも伊勢鉄道イセI形や長良川鉄道ナガラ1形に準ずる。

### 内装
座席は扉付近にロングシートを配置し、中間部に一方を1人掛け、もう一方を2人掛けとしたボックスシートを配置したセミクロスシート構造としている。なお、AR103は1992年（平成4年）にオールロングシートに改造された。
冷房装置はエンジン直結式のものを備えている。
運転台は車端中央部に配置しておりワンマン運転に対応している。

## 保存車

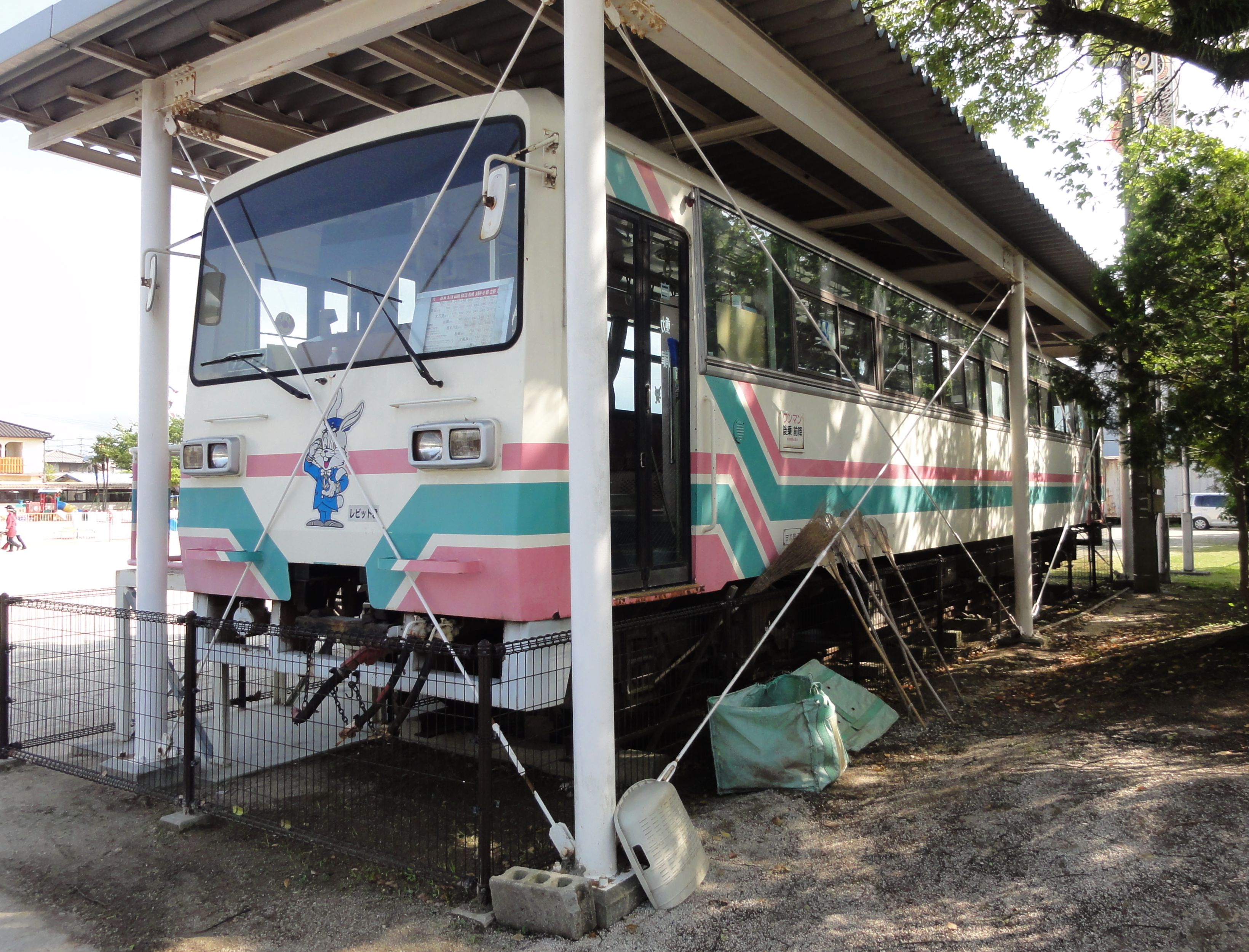
AR104

AR104は廃車後、朝倉市内の「生い立つ保育園」に保存されている。また、AR106はミャンマーへ輸出された。これ以外の車両は解体処分となった。